# Samarangopus jemlahicus
Samarangopus jemlahicus är en mångfotingart som beskrevs av Ulf Scheller 2000. Samarangopus jemlahicus ingår i släktet Samarangopus och familjen Eurypauropodidae. Inga underarter finns listade i Catalogue of Life.